# Hypsikles
Hypsikles (grekiska Ὑψικλῆς), född omkring 190 f.Kr., död omkring 120 f.Kr., var en grekisk matematiker och astronom. 
Han författade en skrift om de fem reguljära kropparna, vilken i flera upplagor av Euklides Elementa finns intagen som den 14:e boken (även den 15:e boken har förut tillskrivits Hypsikles, men den är enligt Moritz Cantor författad betydligt senare och tillskrivs numera Damaskius) av detta arbete, samt en avhandling, Peri tas ton zodion anaforas (utgiven under titeln Anaphoricus, sive de ascensionibus liber, av Jacques Mentel, 1657; ny upplaga 1680; översatt till arabiska av Costha ben Luca), i vilken han, utan användande av trigonometrisk kalkyl, beräknar den tid, som olika bågar av ekliptikan behöver för att passera horisonten.